# Archibald Wavell
Archibald Percival Wavell (n. 5 mai 1883 – d. 24 mai 1950) a fost un mareșal britanic.

A servit în cel de-al Doilea Război al Burilor, în Primul Război Mondial, când a fost rănit în Cea de-a doua bătălie de la Ypres.
La începutul celui de-al Doilea Război Mondial a ocupat funcția de șef de stat major în Orientul Mijlociu, când a condus trupele britanice la victorie împotriva italienilor în Egipt și Lipia în timpul Operațiunii Compass în decembrie 1940, fiind înfrânt doar de armata germană în luna aprilie 1941. 
În perioada iulie 1941-iunie 1943 a fost comandant în India, apoi ca vicerege al Indiei până la retragerea sa în februarie 1947.